# NGC 6951
NGC 6951 (другие обозначения — NGC 6952, PGC 65086, UGC 11604, MCG 11-25-2, ZWG 325.3, IRAS20366+6555) — спиральная галактика в созвездии Цефей.
Этот объект занесён в новый общий каталог несколько раз, с обозначениями NGC 6951, NGC 6952.
Этот объект входит в число перечисленных в оригинальной редакции «Нового общего каталога».
В галактике вспыхнули:
- сверхновая SN 2015G типа Ibn, её пиковая видимая звездная величина составила 15,5[4].
- сверхновая SN 2000E типа Iа, её пиковая видимая звездная величина составила 14,3[4].
- сверхновая SN 1999el типа IIn, её пиковая видимая звездная величина составила 15,4[4].